# Wilhelm Ackermann
Wilhelm Ackermann (29 de marzo de 1896 - 24 de diciembre de 1962) fue un matemático alemán. Es conocido, sobre todo, por la función de Ackermann nombrada en su honor, un ejemplo importante en la teoría de la computación.

## Biografía
Ackermann nació el 29 de marzo de 1896 en Schönebecke (que pertenecía al distrito de Altena y ahora forma parte del municipio de Herscheid) (Alemania). Se doctoró en 1925 con su tesis Begründung des "tertium non datur" mittels der Hilbertschen Theorie der Widerspruchsfreiheit, que fue una prueba de consistencia de la aritmética sin inducción. Desde 1928 hasta 1948 fue profesor en el instituto Arnoldinum en Burgsteinfurt, y desde entonces hasta 1961 enseñó en Lüdenscheid. Además, fue miembro de la Academia de las Ciencias en Gotinga, así como profesor honorífico de la Universidad de Münster en Westfalia.
Escribió Grundzüge der Theoretischen Logik (Fundamentos de la lógica teórica) junto con David Hilbert, enfrentándose al Entscheidungsproblem (problema de decisión) también construyó pruebas de la consistencia para la teoría de conjuntos ( 1937 ), la aritmética completa ( 1940 ), la lógica tipo-libre ( 1952 ) y una nueva axiomatización de la teoría de conjuntos ( 1956 ). Escribió el libro los casos solubles del problema de la decisión (Holanda del norte, 1954 ).Él fue un matemático destacado de ese siglo .
Wilhelm Ackermann murió en Lüdenscheid (Alemania) el 24 de diciembre de 1962.

## Obra
- Die Widerspruchsfreiheit des Auswahlaxioms (enlace roto disponible en Internet Archive; véase el historial, la primera versión y la última)., 1924, Nachrichten von der Gesellschaft der Wissenschaften zu Göttingen, v. 1924: 246-250
- Begründung des, , tertium non datur" mittels der Hilbertschen Theorie der Widerspruchsfreiheit (enlace roto disponible en Internet Archive; véase el historial, la primera versión y la última)., 1925, Mathematische Ann. v. 93: 1-36
- Zum Hilbertschen Aufbau der reellen Zahlen (enlace roto disponible en Internet Archive; véase el historial, la primera versión y la última)., 1928, Mathematische Ann. v. 99: 118-133
- Über die Erfüllbarkeit gewisser Zählausdrücke (enlace roto disponible en Internet Archive; véase el historial, la primera versión y la última)., 1928, Mathematische Ann. v. 100: 638-649
- Untersuchungen über das Eliminationsproblem der mathematischen Logik (enlace roto disponible en Internet Archive; véase el historial, la primera versión y la última)., 1935, Mathematische Ann. v. 110: 390-413
- Zum Eliminationsproblem der mathematischen Logik, 1935, Mathematische Ann. v. 111: 61-63
- Beiträge zum Entscheidungsproblem der mathematischen Logik (enlace roto disponible en Internet Archive; véase el historial, la primera versión y la última)., 1936, Mathematische Ann. v. 112: 419-432
- Die Widerspruchsfreiheit der allgemeinen Mengenlehre (enlace roto disponible en Internet Archive; véase el historial, la primera versión y la última)., 1936, Mathematische Ann. v. 114 (1937): 305-315
- Mengentheoretische Begründung der Logik (enlace roto disponible en Internet Archive; véase el historial, la primera versión y la última)., 1938, Mathematische Ann. v. 115: 1-22
- Zur Widerspruchsfreiheit der Zahlentheorie (enlace roto disponible en Internet Archive; véase el historial, la primera versión y la última)., 1940/1941, Mathematische Ann. v. 117: 162-194
- Ein System der typenfreien Logik. v. I, Leipzig 1941
- Konstruktiver Aufbau eines Abschnitts der zweiten Cantorschen Zahlenklasse (enlace roto disponible en Internet Archive; véase el historial, la primera versión y la última)., 1951, Mathematische Zeitschrift, v. 53 ( 5): 403-413
- Zur Axiomatik der Mengenlehre, 1955, Mathematische Ann. v. 131 (1956): 336-345
- Widerspruchsfreier Aufbau einer typenfreien Logik. (enlace roto disponible en Internet Archive; véase el historial, la primera versión y la última).,1951/52, Mathematische Zeitschrift, v. 55: 364-384
- Widerspruchsfreier Aufbau einer typenfreien Logik. II. (enlace roto disponible en Internet Archive; véase el historial, la primera versión y la última).,1953, Mathematische Zeitschrift, v. 57: 155-166
- Philosophische Bemerkungen zur mathematischen Logik und zur mathematischen Grundlagenforschung. In: 'Ratio 1, 1957.
- Ein typenfreies System der Logik mit ausreichender mathematischer Anwendungsfähigkeit I. (enlace roto disponible en Internet Archive; véase el historial, la primera versión y la última)., 1958, Archiv für mathematische Logik und Grundlagenforschung, v. 4: 3-26
- Ein typenfreies System der Logik mit ausreichender mathematischer Anwendungsfähigkeit II. (enlace roto disponible en Internet Archive; véase el historial, la primera versión y la última)., 1960/61, Archiv für mathematische Logik und Grundlagenforschung, v. 5: 96-111

## Literatura
- Gottwald, Ilgauds, Schlote. Lexikon bedeutender Mathematiker. 1990. p. 12 f

- Constance Reid. Hilbert, Springer 1970, p. 173

- Dieter Remus. Professor Wilhelm Ackermann, Lehrer am Arnoldinum und Forscher in der Mathematik. In: 400 Jahre Arnoldinum 1588-1988. Festschrift. Greven 1988, p. 211-219

- Hans Hermes. In memoriam WILHELM ACKERMANN 1896-1962. Notre Dame Journal of Formal Logic 8 (1967) 1-8 incluye lista de publicaciones, Weblink.